# Mystrium
Mystrium este un gen rar de furnici din subfamilia Amblyoponinae. Descris pentru prima dată de Roger (1862) cu descrierea reginei lui M. mysticum, genul conține 14 specii, toate din pădurile tropicale ale Lumii Vechi cu peste jumătate din speciile endemice în regiunea malgașă.

## Specii
- Mystrium barrybressleri Yoshimura & Fisher, 2014
- Mystrium camillae Emery, 1889
- Mystrium eques Yoshimura & Fisher, 2014
- Mystrium janovitzi Yoshimura & Fisher, 2014
- Mystrium labyrinth Yoshimura & Fisher, 2014
- Mystrium leonie Bihn & Verhaagh, 2007
- Mystrium maren Bihn & Verhaagh, 2007
- Mystrium mirror Yoshimura & Fisher, 2014
- Mystrium mysticum Roger, 1862
- Mystrium oberthueri Forel, 1897
- Mystrium rogeri Forel, 1899
- Mystrium shadow Yoshimura & Fisher, 2014
- Mystrium silvestrii Santschi, 1914
- Mystrium voeltzkowi Forel, 1897